# Sam Ryder
Sam Ryder Robinson (ur. 25 czerwca 1989 w Maldon) – brytyjski piosenkarz, influencer i osobowość medialna. Reprezentant Wielkiej Brytanii w 66. Konkursie Piosenki Eurowizji (2022).

## Życiorys
Urodził się w Essex. Ma siostrę, która mieszka w Sydney. W latach 2000–2007 uczęszczał do katolickiej szkoły St John Payne w Chelmsford. Zaczął śpiewać, gdy był dzieckiem i zdecydował się na prowadzenie kariery muzycznej po obejrzeniu na żywo kanadyjskiego zespołu rockowego Sum 41, kiedy był w szkole. Od 14. roku życia regularnie odwiedza Włochy na snowboarding, wyjawił także, że do nauki gry na gitarze zainspirował go fiński zespół rockowy Lordi.
Rozpoczął pracę w przemyśle muzycznym jako wokalista i gitarzysta w 2009, pracując jako muzyk sesyjny dla grup The Morning After, Blessed by a Broken Heart i Close Your Eyes. Większość swojego dorosłego życia spędził, koncertując, pisząc i występując dla zespołów. Zyskał rozgłos dzięki platformie TikTok, na której począwszy od pandemii COVID-19 w marcu 2020 zaczął publikować swoje covery znanych piosenek. Po kilku miesiącach stał się najpopularniejszym artystą działającym na platformie, co doprowadziło go do podpisania kontraktu płytowego z wytwórnią Parlophone i agencją zarządzającą TaP Music. 10 marca 2022 został ogłoszony reprezentantem Wielkiej Brytanii z utworem „Space Man” w 66. Konkursie Piosenki Eurowizji organizowanym w Turynie. W finale konkursu wystąpił z 22. numerem startowym i zajął 2. miejsce po zdobyciu 466 punktów, w tym 183 punktów od telewidzów (5. miejsce) i 283 pkt od jurorów (1. miejsce).

## Życie prywatne
Kiedyś mieszkał na Hawajach. Jest weganinem i kiedyś był właścicielem wegańskiej kawiarni. W wolnym czasie lubi surfować na angielskim wybrzeżu. Pozostaje w długotrwałym związku ze swoją partnerką Lois.

## Dyskografia

### Albumy studyjne
- There’s Nothing But Space, Man![12] (2022)

### Minialbumy
- The Sun’s Gonna Rise (2021)
- Apple Music Home Session (2022)

### Single
| Rok                                                      | Tytuł                  | Najwyższe pozycje na listach | Najwyższe pozycje na listach | Najwyższe pozycje na listach | Najwyższe pozycje na listach | Najwyższe pozycje na listach | Najwyższe pozycje na listach | Najwyższe pozycje na listach | Najwyższe pozycje na listach | Najwyższe pozycje na listach | Najwyższe pozycje na listach | Album                           |
| Rok                                                      | Tytuł                  | UK                           | AUS (Dig.)                   | GRE                          | IRL                          | ISL                          | LTU                          | NLD                          | SWI                          | SWE                          | WW                           | Album                           |
| -------------------------------------------------------- | ---------------------- | ---------------------------- | ---------------------------- | ---------------------------- | ---------------------------- | ---------------------------- | ---------------------------- | ---------------------------- | ---------------------------- | ---------------------------- | ---------------------------- | ------------------------------- |
| 2019                                                     | „Set You Free”         | –                            | –                            | –                            | –                            | –                            | –                            | –                            | –                            | –                            | –                            | –                               |
| 2021                                                     | „Whirlwind”            | –                            | –                            | –                            | –                            | –                            | –                            | –                            | –                            | –                            | –                            | The Sun’s Gonna Rise            |
| 2021                                                     | „Tiny Riot”            | –                            | –                            | –                            | –                            | –                            | –                            | –                            | –                            | –                            | –                            | The Sun’s Gonna Rise            |
| 2021                                                     | „July”                 | –                            | –                            | –                            | –                            | –                            | –                            | –                            | –                            | –                            | –                            | The Sun’s Gonna Rise            |
| 2021                                                     | „More”                 | –                            | –                            | –                            | –                            | –                            | –                            | –                            | –                            | –                            | –                            | The Sun’s Gonna Rise            |
| 2021                                                     | „The Sun’s Gonna Rise” | –                            | –                            | –                            | –                            | –                            | –                            | –                            | –                            | –                            | –                            | The Sun’s Gonna Rise            |
| 2022                                                     | „Space Man”            | 2                            | 30                           | 88                           | 22                           | 5                            | 13                           | 71                           | 45                           | 15                           | 93                           | There’s Nothing But Space, Man! |
| „–” oznacza, że singel nie był notowany na danej liście. |                        |                              |                              |                              |                              |                              |                              |                              |                              |                              |                              |                                 |